# Мохниш Бел
Мохниш Бахл (на английски: Mohnish Bahl; на маратхийски: मोह्निश बहल) е боливудски актьор.

## Биография
Мохниш Бахл идва от знаменито семейство. Негова прабаба е актрисата Ратан Бай, баба му е актрисата Шобна Самарт, майка му е актрисата Нутан Бел. Племенник е на актрисата Тануджа. Негови първи братовчедки са актрисите Каджол и Таниша. Мохниш е женен и има дъщеря.

## Кариера
Мохниш дебютира като актьор на 20 години. Той е известен най-вече с ролите си на злодеи. Такъв е и в ролята си на Нарендер във филма Deewana (Лудост), където партнира на Шах Рук Хан и Каджол. Мохниш участва също така и във филми, в които играе положителни роли. Една от най-известните му роли е на Вивек във филма Hum Saath-Saath Hain: We Stand United, където играе любящия по-голям брат на Салман Хан.
Мохниш се е снимал в цели 93 филма.